# Pugey
Pugey – miejscowość i gmina we Francji, w regionie Burgundia-Franche-Comté, w departamencie Doubs.
Według danych na rok 1990 gminę zamieszkiwało 517 osób, a gęstość zaludnienia wynosiła 71 osób/km² (wśród 1786 gmin Franche-Comté Pugey plasuje się na 305. miejscu pod względem liczby ludności, natomiast pod względem powierzchni na miejscu 619.).